# Ultimate Collection (album Eurythmics)
Ultimate Collection – album kompilacyjny brytyjskiego duetu Eurythmics, wydany w 2005 roku.

## Ogólne informacje
Ultimate Collection to druga kompilacja zespołu. Zawiera największe przeboje grupy z lat 1982–1989, które dodatkowo zostały zremasterowane. Na albumie znajdują się też dwa nowe utwory: taneczny „I’ve Got a Life” i ballada „Was It Just Another Love Affair?”, z których pierwszy został wydany jako singel promujący. Płycie towarzyszyło wydawnictwo DVD z teledyskami.
Album cieszył się sporym powodzeniem na listach sprzedaży, dotarł m.in. do miejsca 5. w Wielkiej Brytanii.

## Lista utworów
| 1.  | „I’ve Got a Life”                                | 4:05    |
|     |                                                  |         |
| 2.  | „Love Is a Stranger”                             | 3:42    |
|     |                                                  |         |
| 3.  | „Sweet Dreams (Are Made of This)”                | 3:36    |
|     |                                                  |         |
| 4.  | „Who’s That Girl?”                               | 3:44    |
|     |                                                  |         |
| 5.  | „Right by Your Side”                             | 3:49    |
|     |                                                  |         |
| 6.  | „Here Comes the Rain Again”                      | 4:51    |
|     |                                                  |         |
| 7.  | „Would I Lie to You?”                            | 4:26    |
|     |                                                  |         |
| 8.  | „There Must Be an Angel (Playing with My Heart)” | 4:41    |
|     |                                                  |         |
| 9.  | „Sisters Are Doin’ It for Themselves”            | 4:53    |
|     |                                                  |         |
| 10. | „It’s Alright (Baby’s Coming Back)”              | 3:47    |
|     |                                                  |         |
| 11. | „When Tomorrow Comes”                            | 4:15    |
|     |                                                  |         |
| 12. | „Thorn in My Side”                               | 4:13    |
|     |                                                  |         |
| 13. | „The Miracle of Love”                            | 4:35    |
|     |                                                  |         |
| 14. | „Missionary Man”                                 | 3:47    |
|     |                                                  |         |
| 15. | „You Have Placed a Chill in My Heart”            | 3:52    |
|     |                                                  |         |
| 16. | „I Need a Man”                                   | 4:23    |
|     |                                                  |         |
| 17. | „I Saved the World Today”                        | 4:26    |
|     |                                                  |         |
| 18. | „17 Again”                                       | 4:20    |
|     |                                                  |         |
| 19. | „Was It Just Another Love Affair?”               | 3:50    |
|     |                                                  |         |
|     |                                                  | 1:19:15 |
|     |                                                  |         |

## Single
- 2005: „I’ve Got a Life”

## Listy sprzedaży
| Kraj              | Pozycja |
| ----------------- | ------- |
| Wielka Brytania   | 5       |
| Stany Zjednoczone | 116     |
| Niemcy            | 36      |
| Szwajcaria        | 24      |
| Austria           | 29      |
| Holandia          | 40      |
| Belgia            | 12      |
| Włochy            | 9       |
| Hiszpania         | 68      |
| Dania             | 14      |
| Szwecja           | 14      |
| Norwegia          | 40      |
| Finlandia         | 40      |
| Australia         | 14      |
| Nowa Zelandia     | 6       |

## Certyfikaty i sprzedaż
| Kraj                  | Certyfikat         | Sprzedaż |
| --------------------- | ------------------ | -------- |
| Australia (ARIA)      | 2x platynowa płyta | 140 000+ |
| Belgia (BEA)          | złota płyta        | 25 000+  |
| Irlandia (IRMA)       | 2x platynowa płyta | 30 000+  |
| Niemcy (BVMI)         | platynowa płyta    | 200 000+ |
| Nowa Zelandia (RMNZ)  | złota płyta        | 7 500+   |
| Wielka Brytania (BPI) | 3x platynowa płyta | 900 000+ |
| Włochy (FIMI)         | złota płyta        | 25 000+  |